# Kalmar (stacja kolejowa)
Kalmar – czołowa stacja kolejowa w Kalmar, w regionie Kalmar, w Szwecji. Znajdują się tu 2 perony.